# Sergey Semyonovich Sobyanin

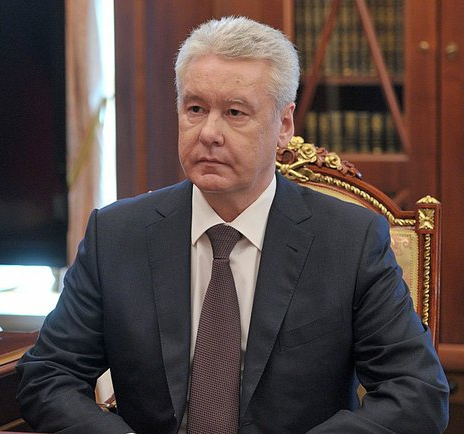
Sergey Semyonovich Sobyanin

Sergey Semyonovich Sobyanin (tiếng Nga: Серге́й Семёнович Собя́нин), sinh 21 tháng 6 năm 1958, là một chính khách và chính trị gia Nga. Ông đã từng là Thị trưởng Moskva từ tháng 10 năm 2010 để 05 tháng 7 năm 2013, và đã được tái bầu làm thị trưởng vào tháng 9 năm 2013 cuộc bầu cử thành phố.
Sobyanin trước đây từng là Thống đốc Tyumen (2001-2005), Phó Thủ tướng Nga (2005-2008) và Trưởng các chính quyền tổng thống (2008-2010). Sobyanin là thành viên của các đảng chính trị cầm quyền Nước Nga thống nhất, và được bầu vào cơ quan quản lý cao hơn của nó.